# ストックカー・ブラジル

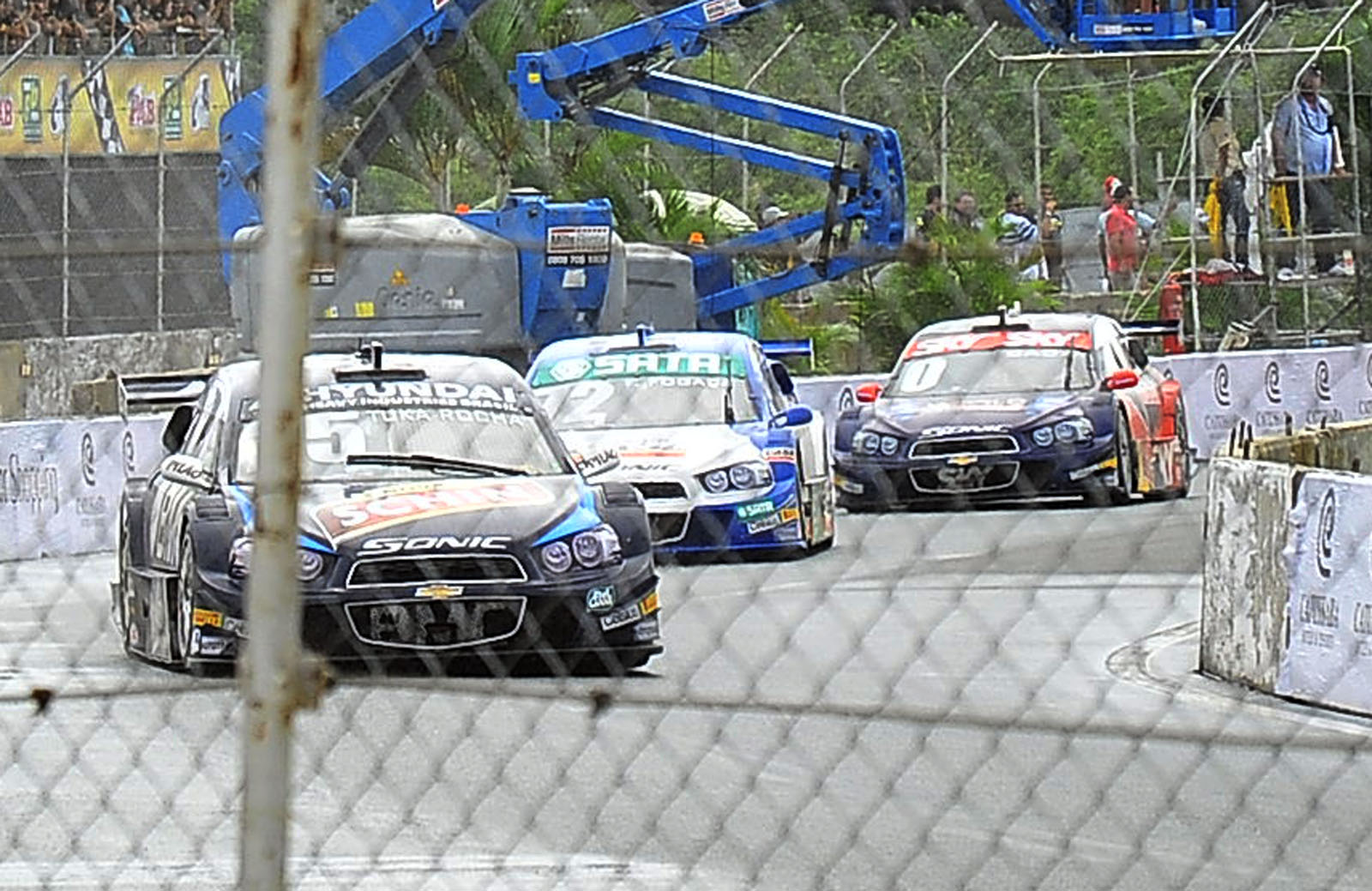
2013年

ストックカー・ブラジル選手権（Campeonato Brasileiro de Stock Car）は、シルエットタイプカーのブラジル国内選手権である。1979年初開催。プロモーターはVicar。略称はSCB。
単にストックカー・ブラジルというと、頂点の「プロシリーズ」（旧ストックカーV8）のことを指す。また下位カテゴリとしてストックライト（Stock Light）を持つ。
南米ではアルゼンチンのスーパーTC2000と人気を二分するビッグレースである。

## 概要

### 略歴

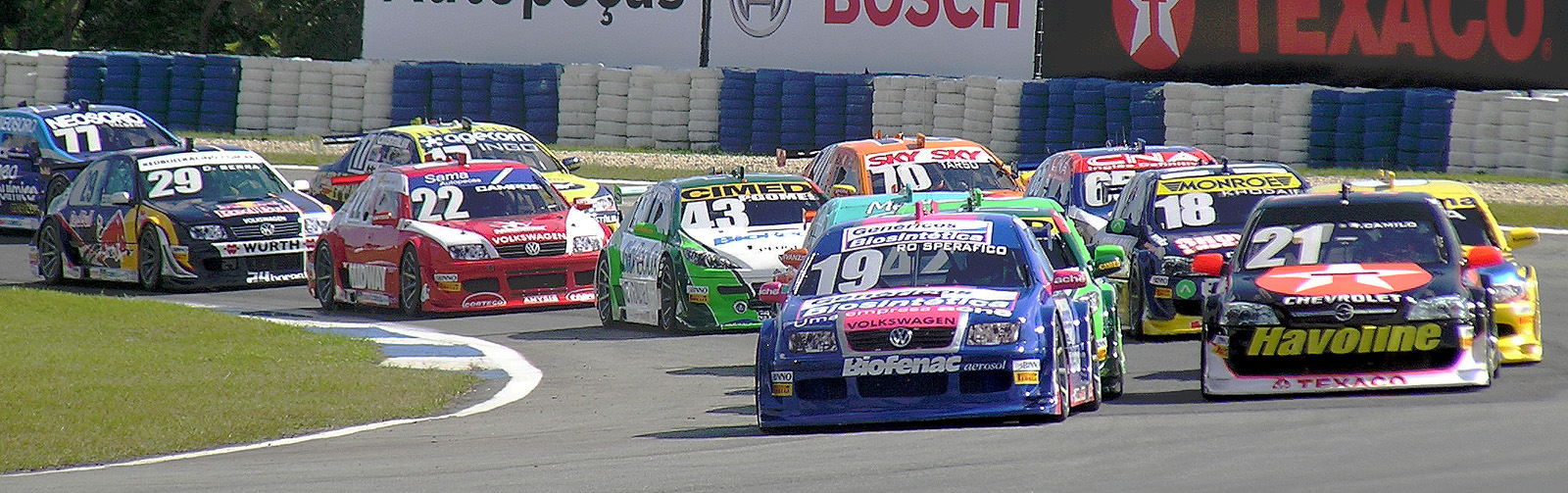
4メーカーが集結した2007年クリチバ戦

当時シボレー・オパラとフォード・マベリックが争い、オパラの圧勝に終わっていた『ディヴィジョン1選手権』を代替する形で、1977年にNASCARの成功に触発されたブラジルのシボレー正規代理店協会によって組織された。最初のレースは1979年4月22日にリオグランデ・ド・スル州のタルマ・サーキット（Autódromo de Tarumã）で、シボレー・オパラのV6エンジン版のワンメイクレースとして開催された。10台によって争われ、優勝はアフォンソ・ジアフォーネが挙げた。
この選手権にはF1やインディカー（CART含む）でのキャリアを持つ、著名なブラジル人ドライバーがしばしば参戦している。中でも1976年から1979年初めにかけフィッティパルディ（コパスカー）チームからF1に参戦していたインゴ・ホフマンは、1979年1月に開催されたブラジルGP限りでF1から去るとストックカー・ブラジルの初年度開幕戦からエントリーし、以来1989年から1995年までの7連覇を含め、歴代最多となる12度のタイトルを獲得している。
1980年代には平均5万人の観衆を集め、1982年には初の海外レースとなるポルトガル・エストリル戦も開催されている。シボレーも開催に力を入れるようになり、1992～2001年にはエントリーカテゴリとしてフォーミュラ・シボレーを運営していた。
2001年からシャシーに共通の鋼管パイプフレームを、2003年からアメリカから輸入したV8自然吸気エンジンを用いるようになり、現在のマシンの原型ができあがった。
長らく車体のシルエットとしては一貫してシボレーのみが用いられていたが、2005年よりマルチメイクが解禁されて三菱自動車、2006年よりフォルクスワーゲン、2007年にはプジョーが参戦して一時代を築いた。しかし2008年にはフォルクスワーゲン、2009年には三菱は撤退。プジョーは長く残ったものの、2017年限りで撤退して再びシボレーワンメイクに戻った。
2019年に同シリーズは40周年を迎えた。
2020年にTOYOTA GAZOO Racing Brasilが参入したことで、ワンメイク状態は解消されている。
2025年に従来のセダンに代わって市販のクロスオーバーSUVを外観に用いる規定が導入される予定であり、これにより三菱が復帰を表明している。

### トピック

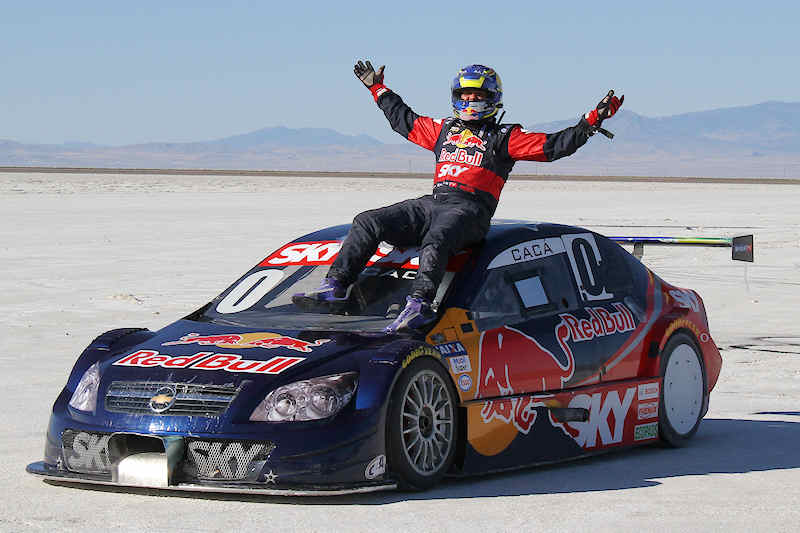
2010年ボンネビル・ソルトフラッツの挑戦

- 米国のNASCARカップシリーズに倣い「ストックカー」を名乗るが、オーバルトラックで行われるNASCARのそれとは異なり、全て欧州型サーキットロードコースで行われる。
- 基本的にブラジル国内のみの開催だが、例外として、1982年にはポルトガルへの遠征を行い、同地のエストリルサーキットで2戦を開催した。また2000年代には隣国アルゼンチンの首都ブエノスアイレスにあるオスカル・ガルベス・サーキットで1戦が開催されていた。
- アルゼンチンのスーパーTC2000とは交流があり、上述のアルゼンチン・ブエノスアイレスでのレースと、毎年7月もしくは8月にブラジル南部の都市クリチバ（クリチバサーキット）において開催されるレースにおいて、両選手権の共同開催を実施していた。またスポット参戦によるドライバーの両カテゴリの往来も盛んである。
- NASCARに倣い、2006年からチャンピオン決定のためのプレイオフ制度が導入されている。
- 2007年にネクステルを冠スポンサーに加えて「Copa Nextel Stock Car（Nextel Cup Stock Car）」となり、以降2009年までNASCARの最高峰シリーズ同様「ネクステルカップ」を名乗っていた。
- 年に一度、数千万円級の高額賞金を賭けた「ミリオン・レース」が開催されている[2]
- 「レース・オブ・ダブルス」という、ゲストドライバーとシートをシェアして戦う特殊ルールのオールスター戦がたびたび開かれている。2018年は元F1ドライバーのフェリペ・マッサとジェローム・ダンブロジオ、フェリペ・ナスルに、アウグスト・ファルフス、ジェイミー・グリーン、ニコ・ミュラー、オリバー・ジャービス、フェリペ・アルバカーキといったDTMの猛者たち、さらにはローレンス・ヴァンス－ルやケルビン・バン・デル・リンデといったスポーツカーレースの雄たちも揃い踏みした。決勝では日本でおなじみのジョアオ・パオロ・デ・オリベイラがダニエル・セラとのコンビで優勝を飾っている[3]。
- フォーミュラEにおけるファンブーストと同種の、SNSのファン投票により一定回数のオーバーテイクボタン使用が許される“FUN PUSH（ファンプッシュ）”システムが用いられている。
- カカ・ブエノがサーキット外のボンネビル・ソルトフラッツでシボレー・ベクトラをドライブし、345km/hの最高速度を記録している。

## 車体
以下はプロシリーズについての記述である。

### 概要
車体は1999年から一貫して同国のJLレーシング（IRLドライバーを輩出したジアフォーネ一族の所有する企業、ZFブランドを包括する）が製造するFR車である。鉄とアルミニウムの組み合わせからなるパイプフレーム製で、これにガラス繊維製の外装をかぶせて、市販車両と同一の外観をまとっている。
エンジンは2020年時点で排気量6.800ccのV8エンジンで、通常は最大460馬力と最大トルク450Nm、オーバーテイクボタンで最大550馬力を発生する。燃焼系はNASCAR同様キャブレターを用いた方式で、燃料は2010年からエタノールが用いられている。エンジンは各社でアメリカ合衆国で製造された後に輸入されるが、いずれもJLレーシングによってチューニングされ、メンテナンスと管理が行われる。
0-100km/hは3.5秒、ロングストレートを持つクリチバにおいて、最高速度は270km/hに達する。
ギアボックスは6速のパドルシフトによるシーケンシャルシフト、タイヤは一時グッドイヤーが供給していたものの、1979年の初開催以来ほぼピレリが独占供給している。

### 制限
最低重量はドライバーを含めて1,320kgと定められており、各セッション終了時に適宜計量が行われる。各社各チームとも使用するシャシー・ブレーキ・サスペンションなどは共通であり、チーム側は与えられた道具に対しサスペンションなどの調整を施すことのみ許される。

### 外観の変遷
- 1979年 シボレー・オパラ（ ～1986年） - 市販車をベースとしている
- 1987年 シボレー・オパラ（～1989年） - リアウィングなど空力パーツが装着されるようになった
- 1990年 シボレー・オパラ（～1993年） - 空力面で全体的に更新が図られた
- 1994年 シボレー・オメガ（～1999年） - パイプフレームを用いたレース専用の車体に変更
- 2000年 シボレー・ベクトラ（～2003年）
- 2004年 シボレー・アストラセダン　-　V6からV8へ
- 2005年 シボレー・アストラセダン、三菱・ランサーエボリューション　-　マルチメイクが解禁
- 2006年 シボレー・アストラセダン、三菱・ランサーエボリューション、フォルクスワーゲン・ボーラ
- 2007年 シボレー・アストラセダン、三菱・ランサーエボリューション、フォルクスワーゲン・ボラ、プジョー・307セダン
- 2009年 シボレー・ベクトラ、三菱・ランサーエボリューション、プジョー・307セダン
- 2012年 シボレー・ソニック、プジョー・408セダン
- 2016年 シボレー・クルーズ、プジョー・408セダン
- 2020年 シボレー・クルーズ、トヨタ・カローラ

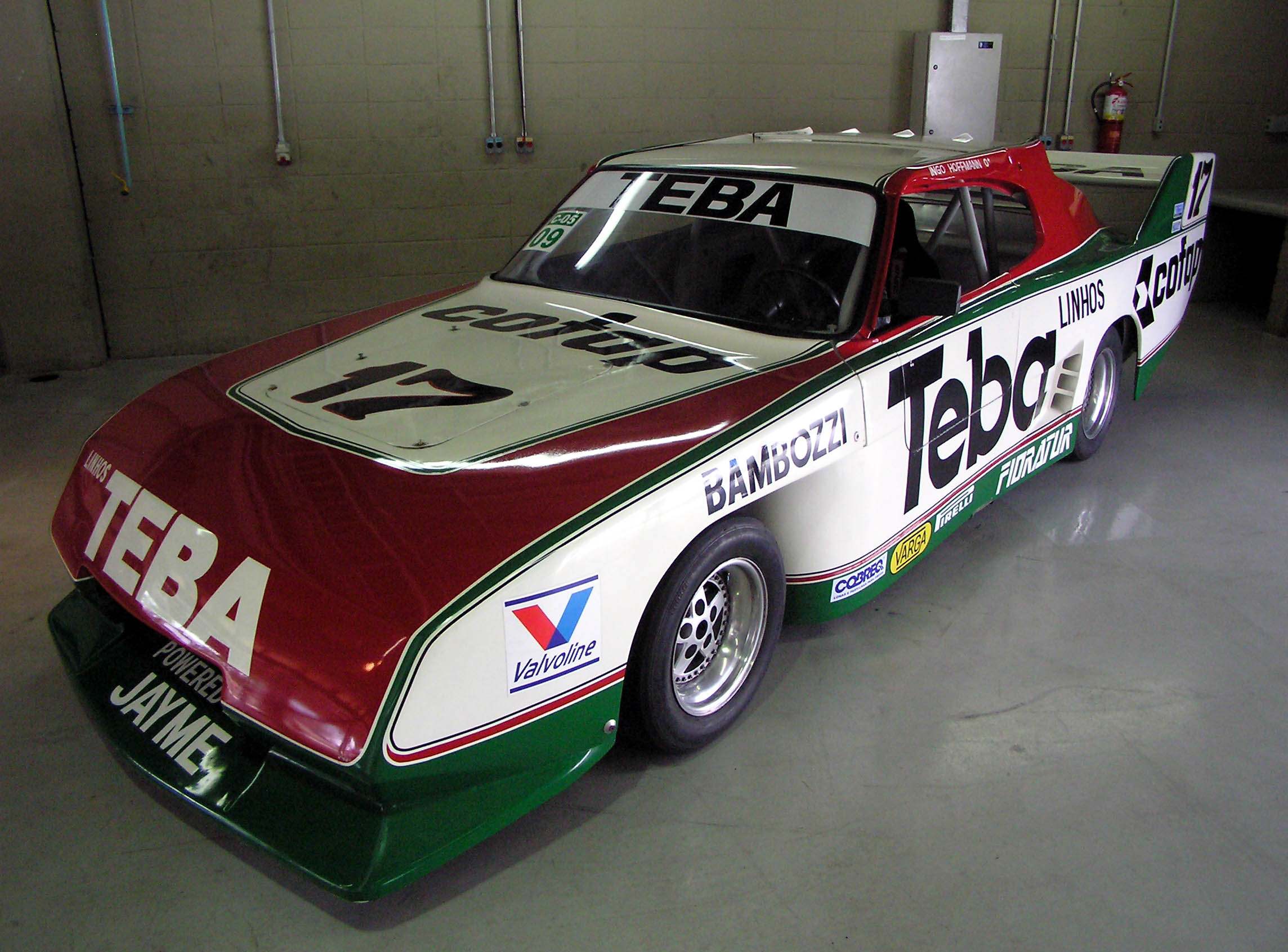
シボレー・オパラ （第2世代、1988年）
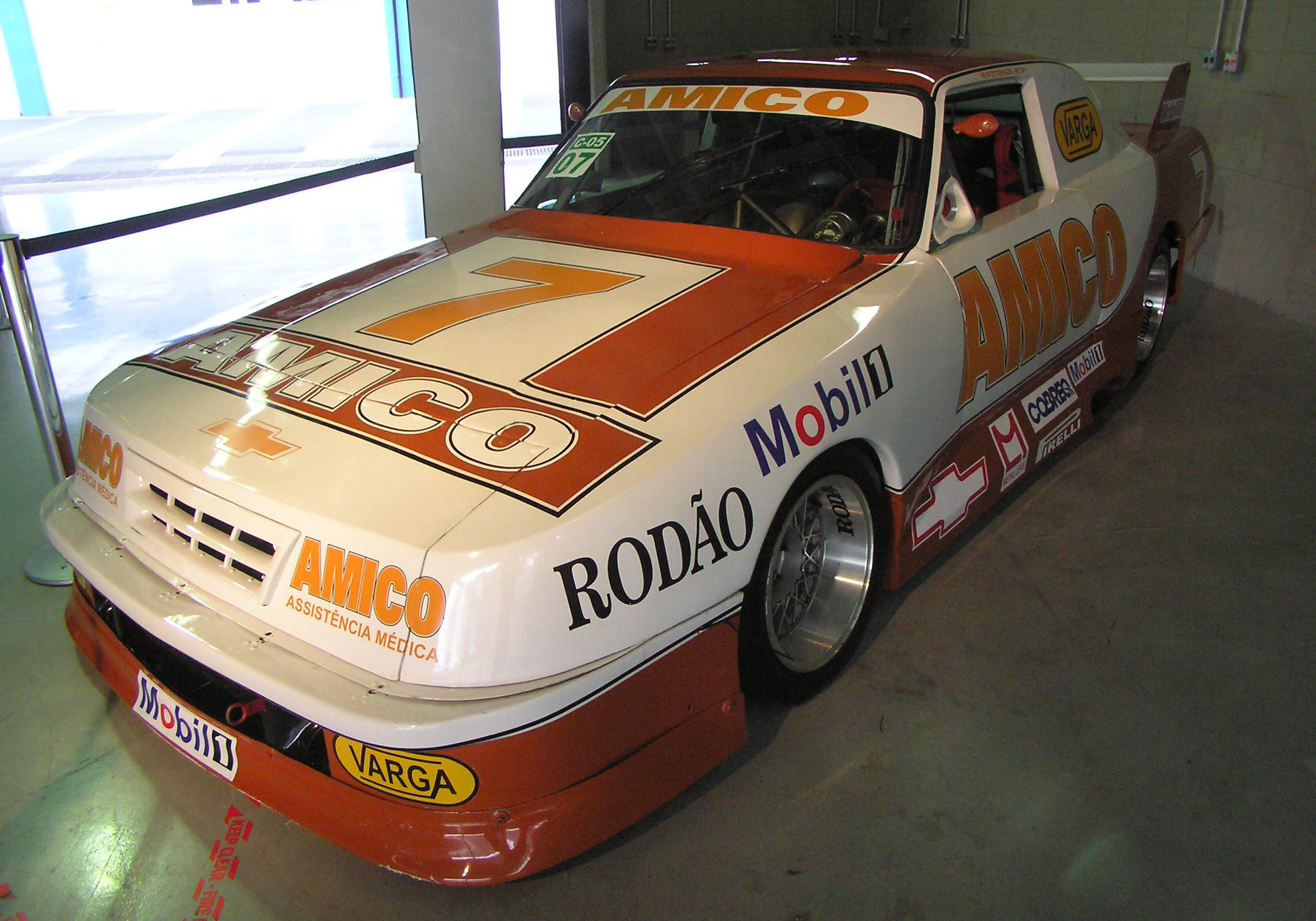
シボレー・オパラ （第3世代、1992年）
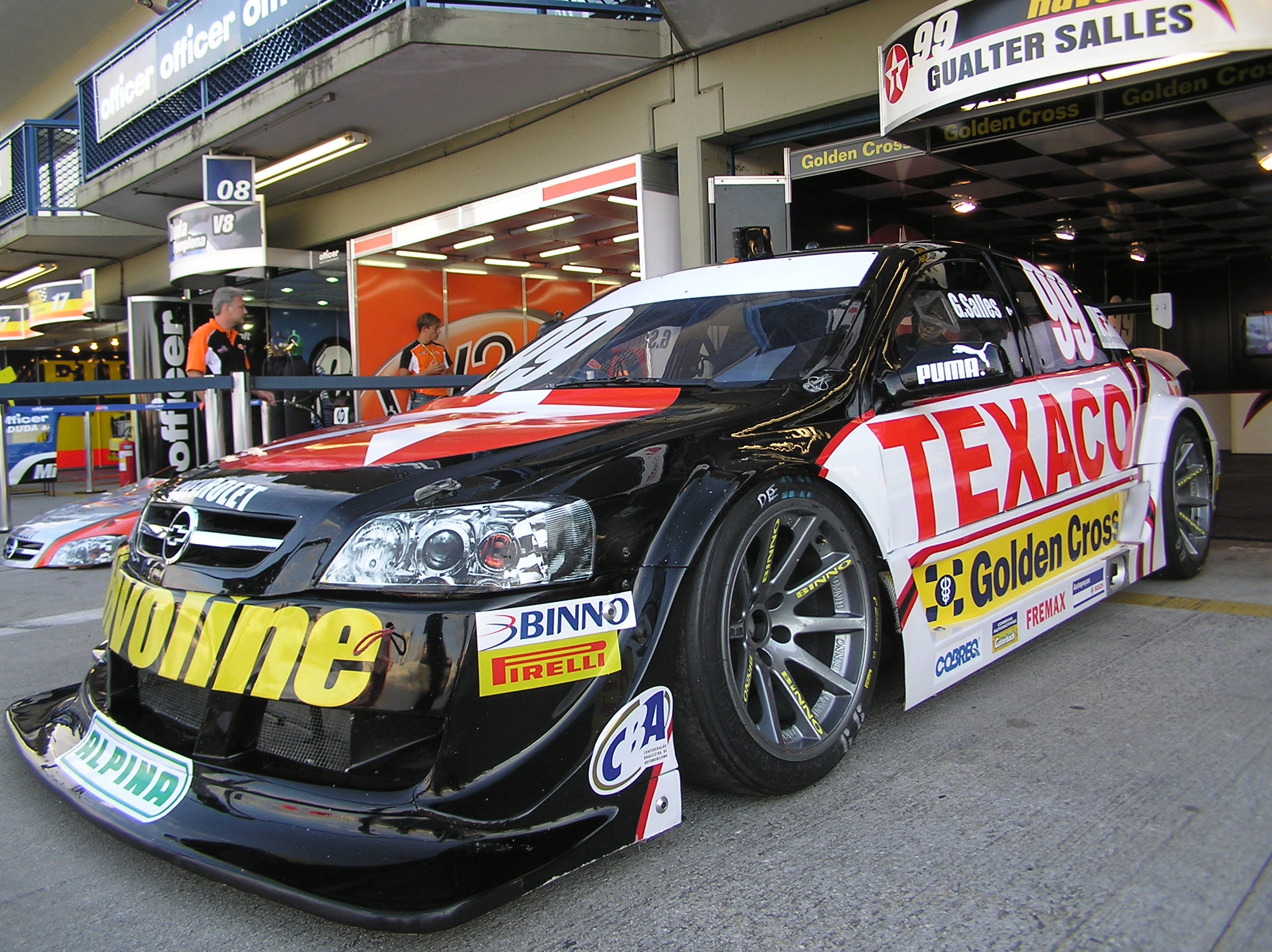
シボレー・アストラ （2006年）
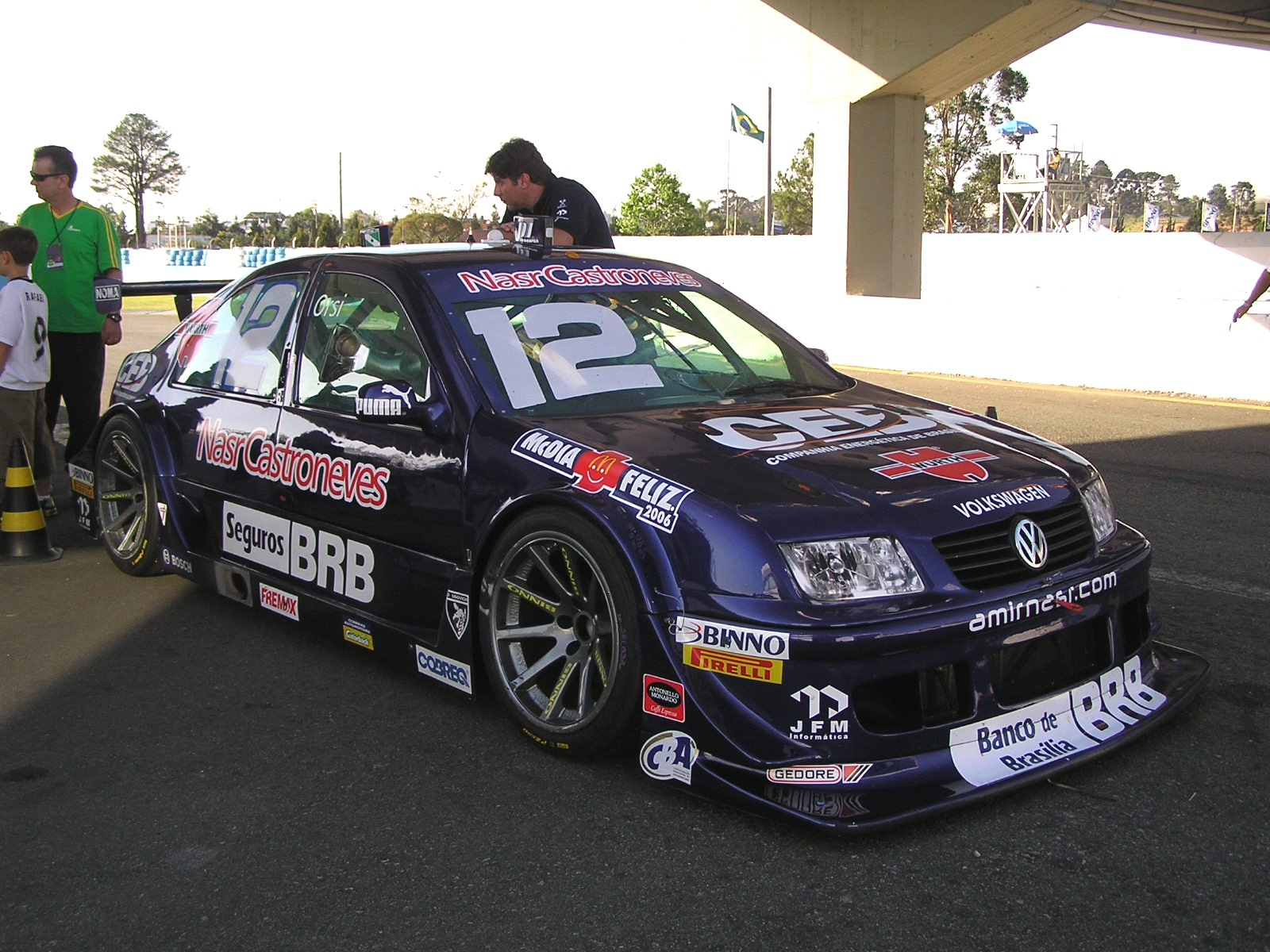
フォルクスワーゲン・ボーラ（2006年）
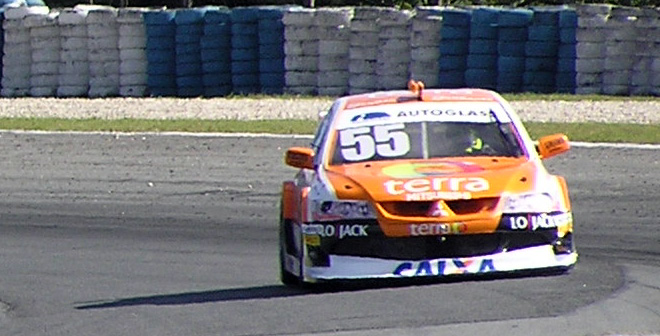
三菱・ランサーエボリューション（2006年）
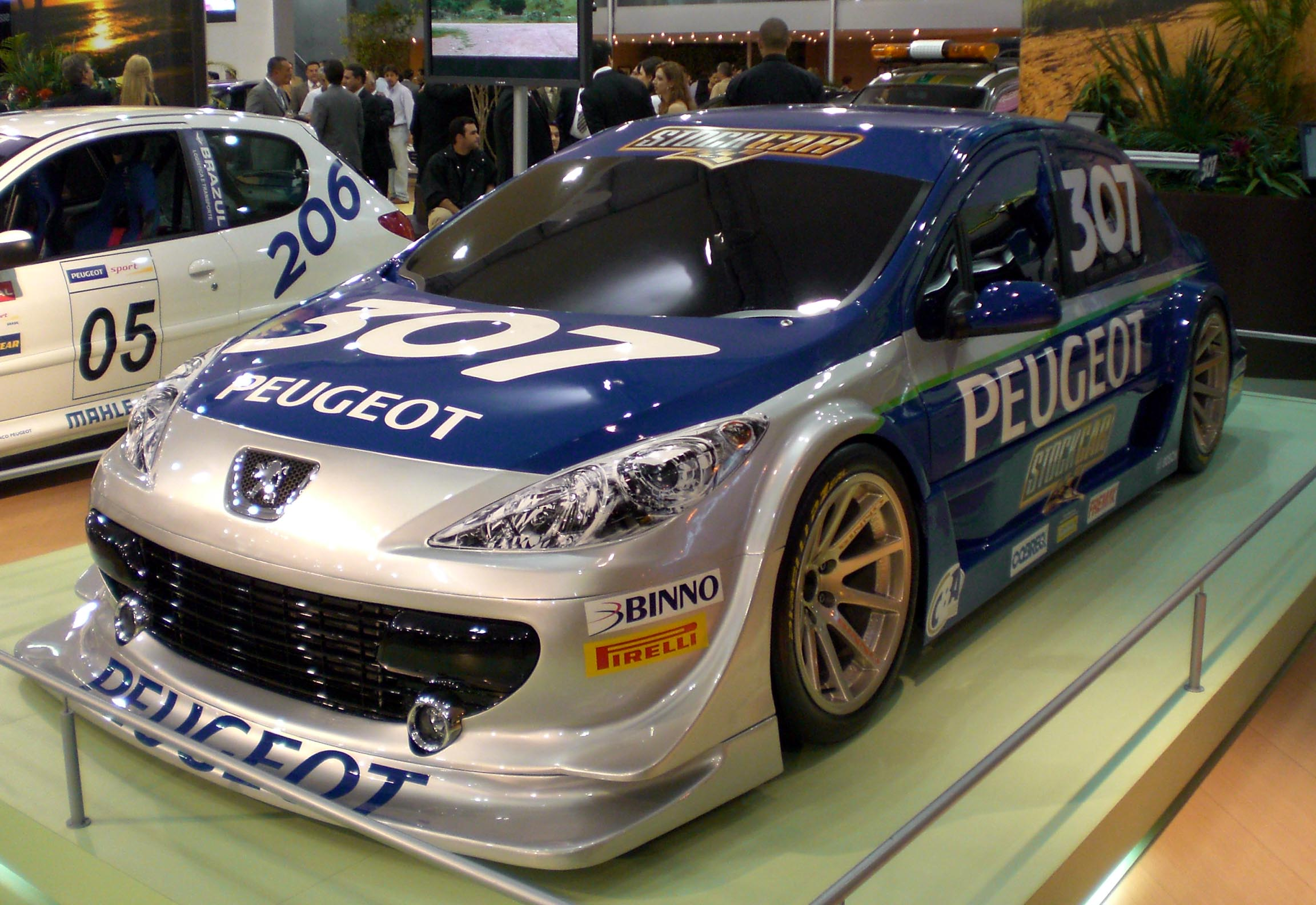
プジョー・307 （2007年）
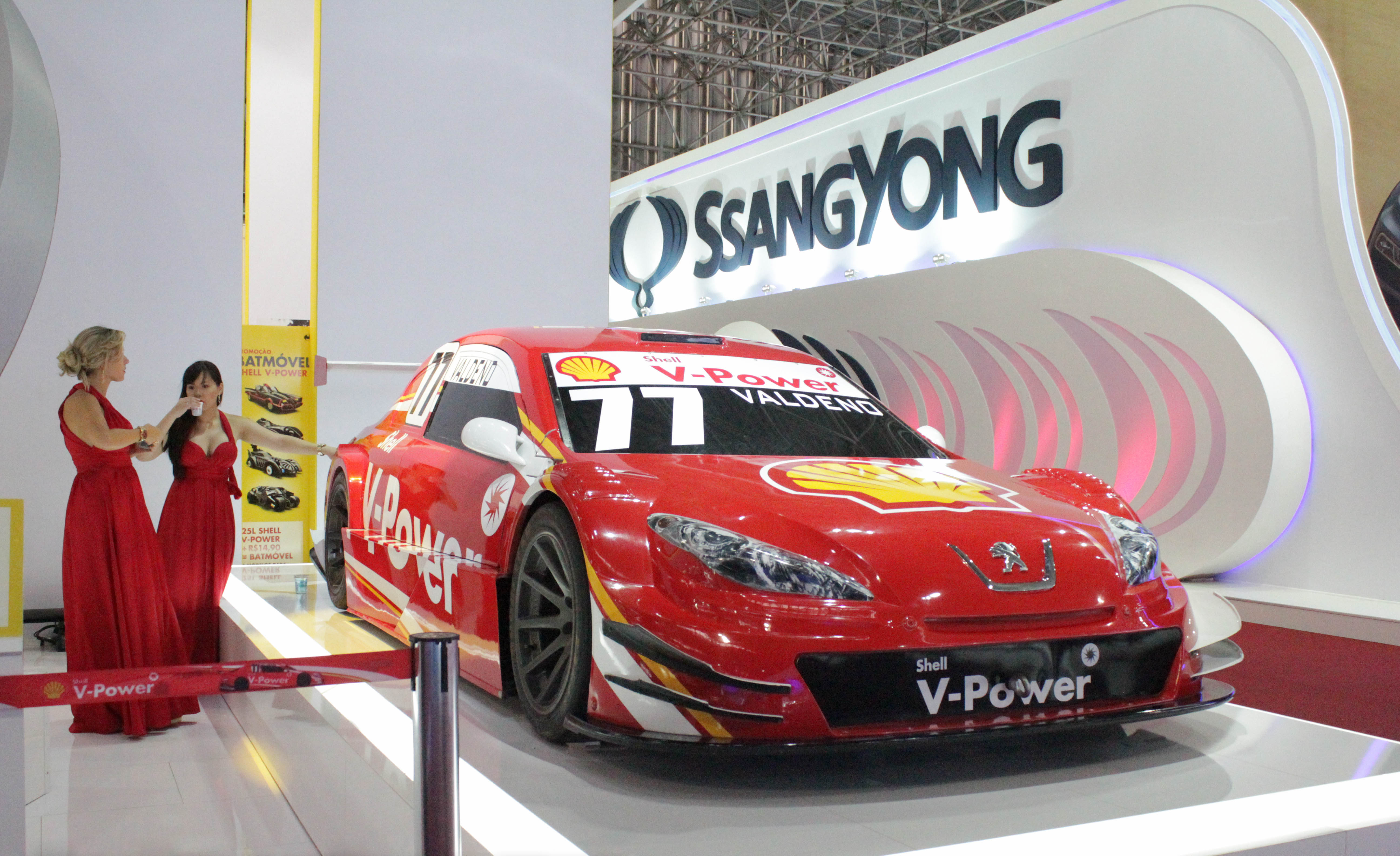
プジョー・408（2012年）
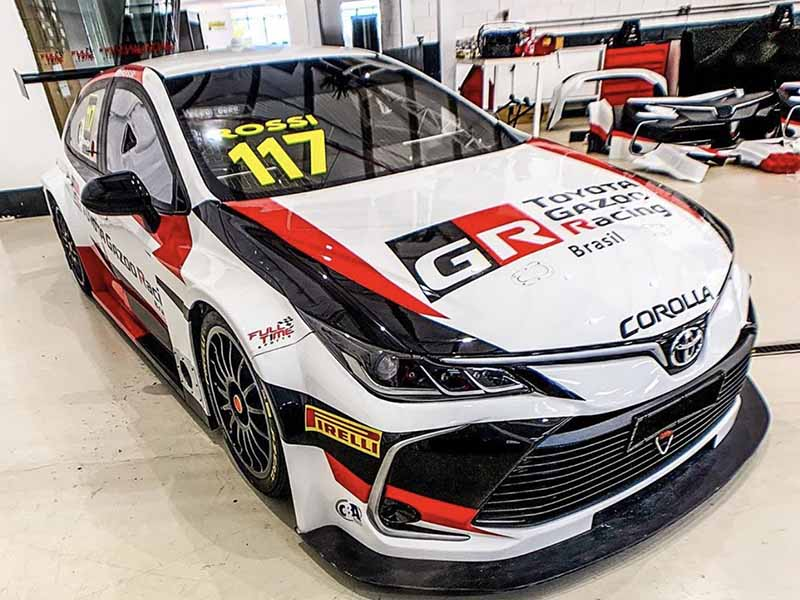
トヨタ・カローラ （2020年）

## ストックライト

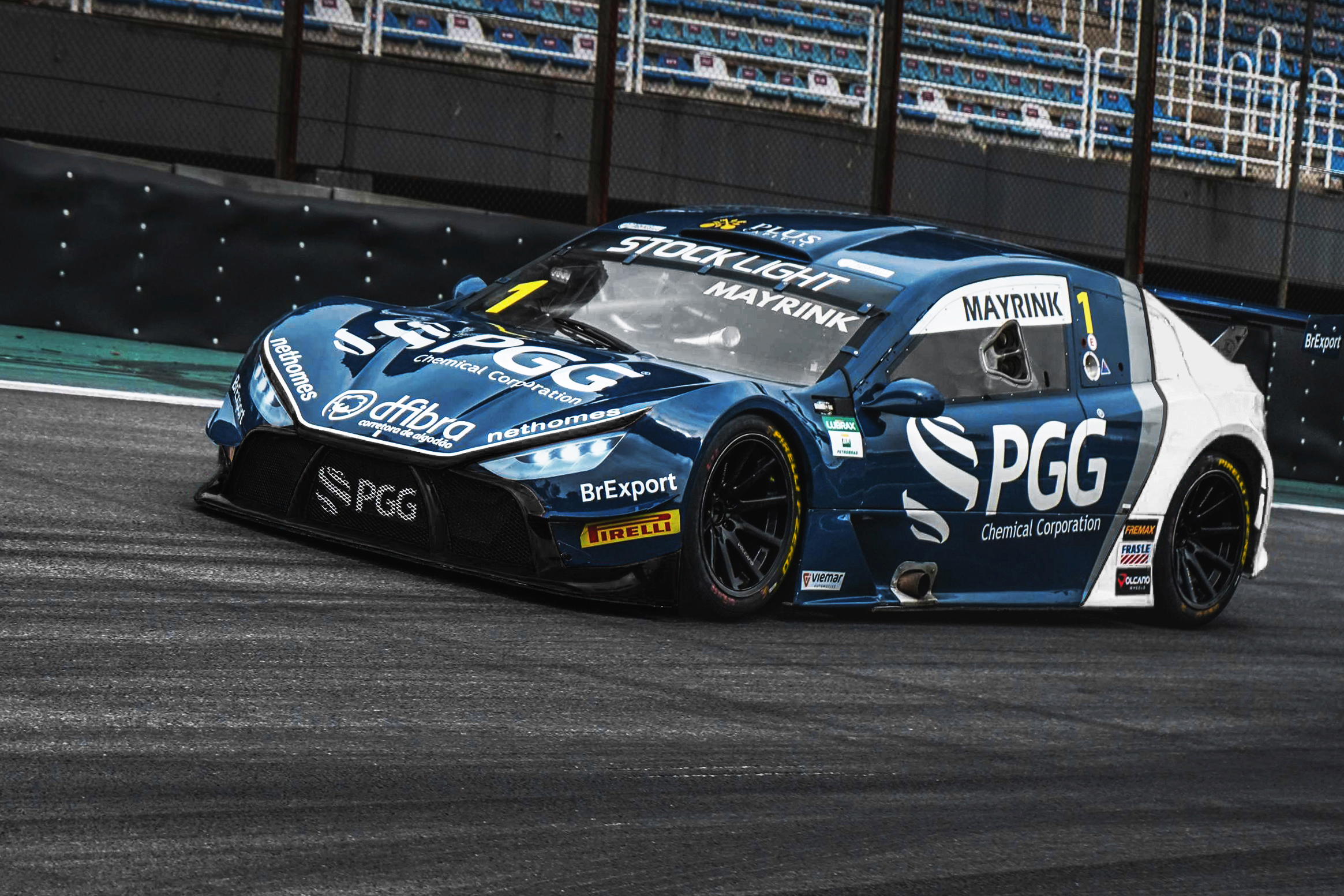
ストックライト（2019年）

ストックライト（Stock Light）は、現プロシリーズの参戦をより容易にするため、その下位カテゴリとして1993年に『ストックカーB』として創設された。発足当初は現プロシリーズとの混走であったが、2000年に独自のカレンダーを持つシリーズとして独立し、2004年に現在の名称となった。俗称としてストックカーV8ライト、ストックカーライトとも呼ばれる。
2009年にピックアップレーシングと合併してシボレー・モンタナカップ、さらにはカンピオナート・ブラジレイロ・デ・ツーリズモと姿を変えたが、2018年に復活。プロシリーズの直下に位置するステップアップカテゴリとして位置づけられている。
チャンピオンには120万レアル（≒2400万円）の賞金が贈られる。

### 車体
シャシーとエンジンはいずれもプロシリーズ同様、共通のものを用いる。エンジンはV8自然吸気だが、プロシリーズよりも性能が抑制されている（2018年以降は最大320馬力、最高速度は235km/h2003年までは4.1リッターV6で300馬力、2009年までは5.7リッターV8の350馬力であった）。
外観は2021年現在は架空の車両と思われる。かつてはプロシリーズと同一のものが使用でき、2003年まではシボレー・オメガ、2009年まではシボレー・アストラ、三菱・ランサーエボリューション、プジョー・408が参戦した。

## ストックJr.

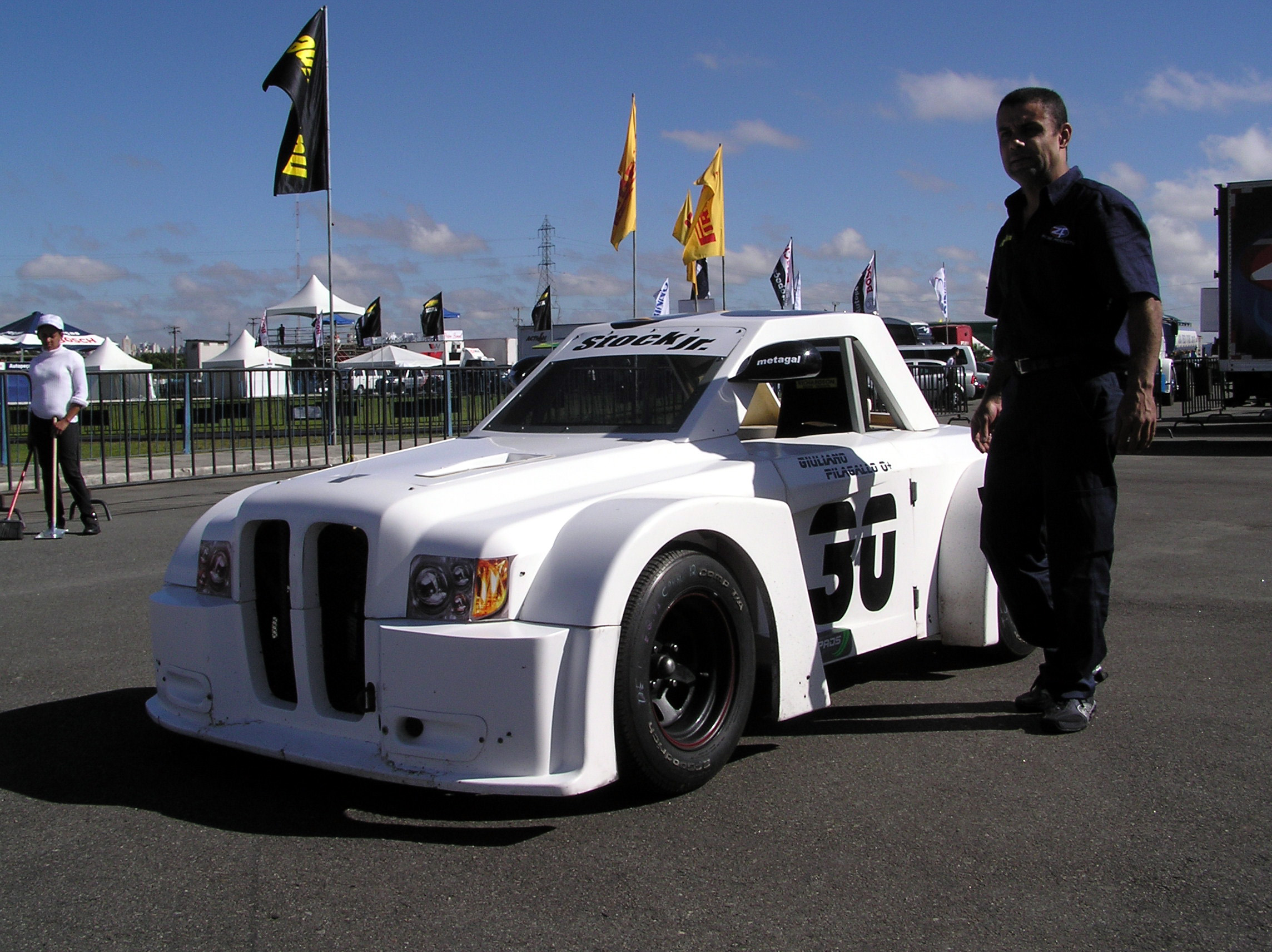
ストックJr.車両

ストックJr.（Stock Jr., ストックジュニア）は、ストックライトの下位カテゴリとして2006年に設けられた選手権である。年間24レースが開催され、その内の成績の良い12レースの結果を採用し争われる選手権である。従来、ブラジルにおいて若手ドライバーのストックカーへのステップアップ手順としては、フォーミュラ・ルノーなど、ジュニア・フォーミュラを経た後のそれが一般的であったが、この選手権の創出により、レーシングカートを終えてすぐさまストックカー系のカテゴリに参加できるようになった。ドライバーが負担する参戦費用を下げる試みもなされており、車体の整備には製造者であるJLレーシングのメカニックが専任であたり、ドライバー側では車体に改造を施す必要はなく、また施すことはできない。
2009年末を持って消滅し、代替カテゴリが複数発足するが、いずれも長続きせず姿を消していった。

### 車体
車体は北米のレジェンドカーに近い形状をしており、重量は550キログラム、レース用四輪車両としてもきわめて小型である。上位のストックカー用の車両はドライバー以外にもう一人を乗せる（助手席）スペースがあるが、このカテゴリで使用される車両はドライバー一人分の乗車スペースのみ存在する。構造としては上位カテゴリ同様、パイプフレームの車体にガラス繊維性のボディをかぶせたものとなっている。外観はキドニー・グリルを持ちBMWとの類似を感じさせるデザインとなっているが、同社とは無関係と考えられている。
エンジンはヤマハ発動機製の二輪レース用の流用で、排気量1,250cc・直列4気筒で毎分最大130馬力/9,250rpmを発生する。これも上位カテゴリ同様、アメリカ合衆国からの輸入品である。
シャシーは安全性に配慮し、コクピット部分を中心に守る構造となっており、小型ながら最高速度は200km/h以上に達する。

## 歴代チャンピオン
| 年      | チャンピオン                                                  | 車両               | チーム                      |
| ------- | ------------------------------------------------------------- | ------------------ | --------------------------- |
| 1979年  | パウロ・ゴメス（Paulo Gomes）                                 | シボレー・オパラ   | Coca-Cola Polwax            |
| 1980年  | インゴ・ホフマン                                              | シボレー・オパラ   | Johnson                     |
| 1981年  | アッフォンソ・ジアフォーネ                                    | シボレー・オパラ   | Giaffone Motorsport         |
| 1982年  | アレンカル Jr.（Alencar Jr.）                                 | シボレー・オパラ   | Jobi                        |
| 1983年  | パウロ・ゴメス（Paulo Gomes）                                 | シボレー・オパラ   | Coca-Cola Polwax            |
| 1984年  | パウロ・ゴメス（Paulo Gomes）                                 | シボレー・オパラ   | Metalpó                     |
| 1985年  | インゴ・ホフマン                                              | シボレー・オパラ   | Irmãos Giustino             |
| 1986年  | マルコス・グラシア（Marcos Gracia）                           | シボレー・オパラ   | Havoline-Texaco             |
| 1987年  | ゼッカ・ジアフォーネ                                          | シボレー・オパラ   | Refricentro-Blindex Losacco |
| 1988年  | ファービオ・ソット・マイオル（Fábio Sotto Mayor）             | シボレー・オパラ   | HG Rodão                    |
| 1989年  | インゴ・ホフマン                                              | シボレー・オパラ   | Teba Cofap                  |
| 1990年  | インゴ・ホフマン                                              | シボレー・オパラ   | Teba Arteb                  |
| 1991年* | インゴ・ホフマン アンジェロ・ジョンベッリ（Ângelo Giombelli） | シボレー・オパラ   | Teba Arteb                  |
| 1992年* | インゴ・ホフマン アンジェロ・ジョンベッリ（Ângelo Giombelli） | シボレー・オパラ   | Castrol Giombelli           |
| 1993年* | インゴ・ホフマン アンジェロ・ジョンベッリ（Ângelo Giombelli） | シボレー・オパラ   | Castrol Giombelli           |
| 1994年  | インゴ・ホフマン                                              | シボレー・オメガ   | Equipe Castrol              |
| 1995年  | パウロ・ゴメス（Paulo Gomes）                                 | シボレー・オメガ   | Freio Vargas-JF Racing      |
| 1996年  | インゴ・ホフマン                                              | シボレー・オメガ   | Equipe Castrol              |
| 1997年  | インゴ・ホフマン                                              | シボレー・オメガ   | Equipe Castrol              |
| 1998年  | インゴ・ホフマン                                              | シボレー・オメガ   | Equipe Castrol              |
| 1999年  | チコ・セラ                                                    | シボレー・ベクトラ | Havoline-Texaco             |
| 2000年  | チコ・セラ                                                    | シボレー・ベクトラ | Havoline-Texaco             |
| 2001年  | チコ・セラ                                                    | シボレー・ベクトラ | Havoline-Texaco             |
| 2002年  | インゴ・ホフマン                                              | シボレー・ベクトラ | Filipaper-JF Racing         |
| 2003年  | デビッド・ムッファト（David Muffato）                         | シボレー・ベクトラ | Repsol-Boettger             |
| 2004年  | ジュリアーノ・ロサッコ（Giuliano Losacco）                    | シボレー・アストラ | Itupetro RC                 |
| 2005年  | ジュリアーノ・ロサッコ（Giuliano Losacco）                    | シボレー・アストラ | Medley-A.Mattheis           |
| 2006年  | カカ・ブエノ（Cacá Bueno）                                    | 三菱・ランサー     | Eurofarma RC                |
| 2007年  | カカ・ブエノ（Cacá Bueno）                                    | 三菱・ランサー     | Eurofarma RC                |
| 2008年  | リカルド・マウリシオ（Ricardo Maurício）                      | プジョー・307      | Medley-WA Mattheis          |
| 2009年  | カカ・ブエノ（Cacá Bueno）                                    | プジョー・307      | Red Bull Racing             |
| 2010年  | マックス・ウィルソン（Max Wilson）                            | シボレー・ベクトラ | Eurofarma RC                |
| 2011年  | カカ・ブエノ（Cacá Bueno）                                    | プジョー・408      | Red Bull Racing             |
| 2012年  | カカ・ブエノ（Cacá Bueno）                                    | シボレー・ソニック | Red Bull Racing             |
| 2013年  | リカルド・マウリシオ                                          | シボレー・ソニック | Eurofarma RC                |
| 2014年  | ルーベンス・バリチェロ                                        | シボレー・ソニック | Full Time Sports            |
| 2015年  | マルコス・ゴメス（Marcos Gomes）                              | プジョー・408      | Voxx Racing                 |
| 2016年  | フェリペ・フラガ（Felipe Fraga）                              | プジョー・408      | Cimed Racing                |
| 2017年  | ダニエル・セラ（Daniel Serra）                                | シボレー・クルーズ | Eurofarma RC                |
| 2018年  | ダニエル・セラ（Daniel Serra）                                | シボレー・クルーズ | Eurofarma RC                |
| 2019年  | ダニエル・セラ（Daniel Serra）                                | シボレー・クルーズ | Eurofarma RC                |
| 2020年  | リカルド・マウリシオ                                          | シボレー・クルーズ | Eurofarma RC                |
| 2021年  | ガブリエル・カサグランデ（Gabriel Casagrande）                | シボレー・クルーズ | A.Mattheis Vogel            |
| 2022年  | ルーベンス・バリチェロ                                        | トヨタ・カローラ   | Full Time Sports            |
| 2023年  | ガブリエル・カサグランデ（Gabriel Casagrande）                | シボレー・クルーズ | A.Mattheis Vogel            |

* 1991年から1993年にかけて2人のドライバーが1台の車を共有したため、チャンピオンも2人に対して与えられた。

## 主なドライバー

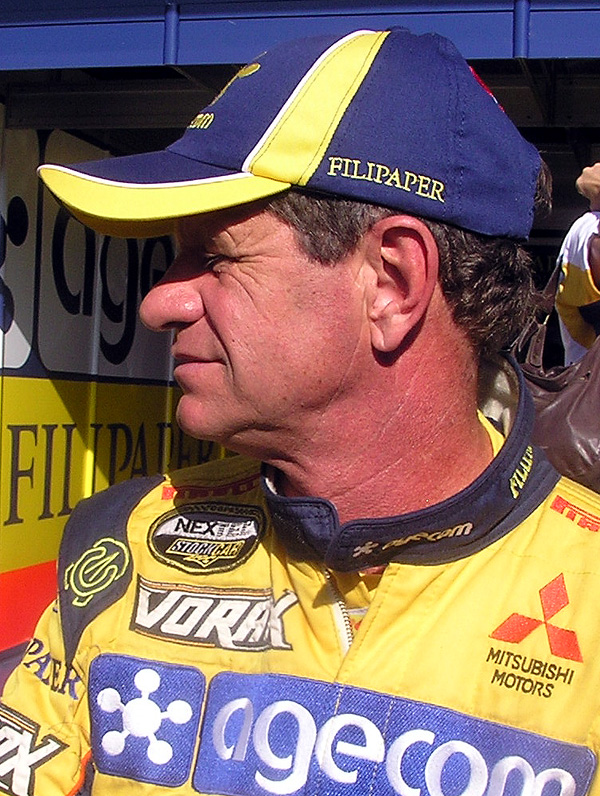
インゴ・ホフマン（2007年）

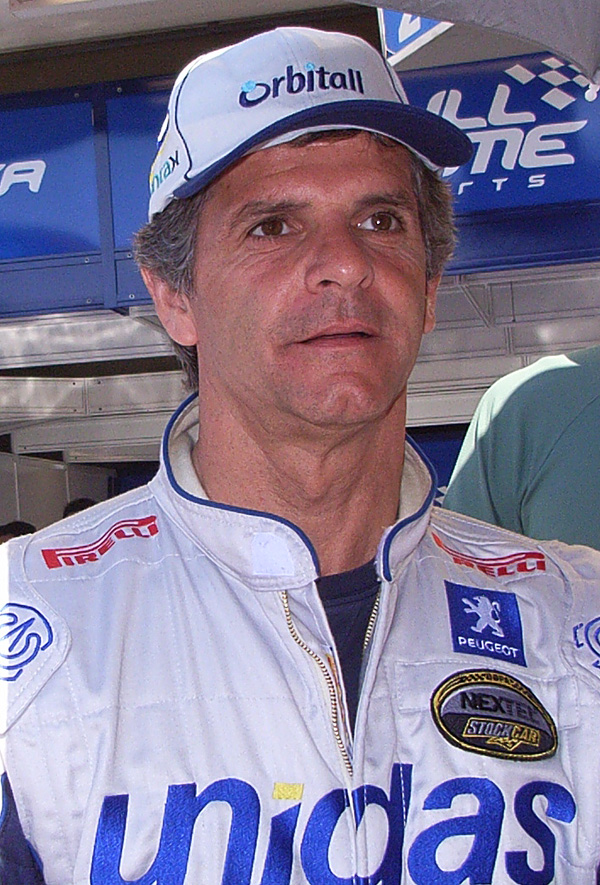
チコ・セラ（2007年）

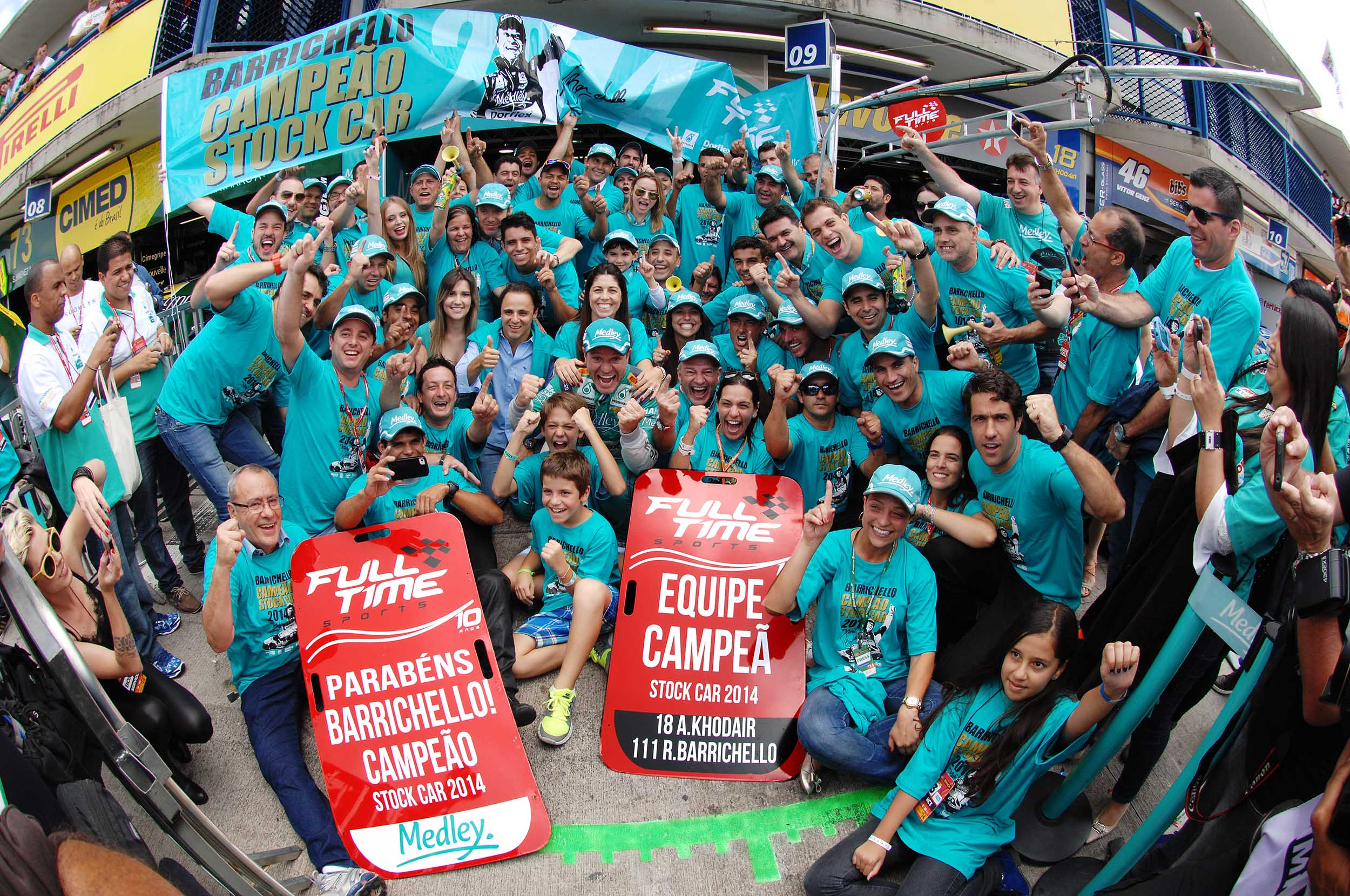
王者となったバリチェロとチーム（2014年）

ゲストドライバー参加の「レース・オブ・ダブルス」については除外する。
- アッフォンソ・ジアフォーネ (シニア)
1979年の第1回レース優勝者で、1981年の選手権チャンピオン。1990年代後半にIRLに参戦していたアッフォンソ・ジアフォーネは彼の息子である。
- ゼッカ・ジアフォーネ
アッフォンソの弟で、1987年王者。2000年代前半にIRLに参戦していたフェリペ・ジアフォーネは彼の息子。本記事にも何度か登場しているJLレーシングは、ゼッカが創始者である[9]。
- パウロ・ゴメス
初年度を含む26年間を戦い続け、4度の王者を獲得。2003年に引退し、2007年に1年だけ復帰した。息子のペドロとマルコスも本シリーズに参戦した。
- カカ・ブエノ
三菱・ランサー時代を含め5度の王者を獲得。2000年代を代表するドライバーとみなされている。WTCC（世界ツーリングカー選手権）、FIA-GT選手権、ブランパンGTなどにも参戦した。
- ダニエル・セラ
元F1ドライバーで3度の本シリーズ王者のチコ・セラを父に持つ。ダニエル自身も2017～2019年に3連覇した。また欧州のスポーツカーレースにも多数参戦し、2017年はアストンマーティン・レーシング、2019年はAFコルセでル・マン24時間のLM-GTEプロクラス優勝を果たしている。
- ラファエル・スズキ
日系人ドライバー。ドイツF3や全日本F3、マカオグランプリ、Auto GPなどを経験した後、2014年から本シリーズに参戦。6シーズン目となる2020年に初優勝を挙げている。

### 元F1ドライバー
- インゴ・ホフマン (1979年 - 2008年)
- ラウル・ボーセル（1979年, 2003年 - 2005年）
- アレックス＝ディアス・リベイロ（1980年代）
- チコ・セラ（1980年代 - 2007年, 2009年）
- ウィルソン・フィッティパルディ（1980年代 - 1990年代初頭）
- タルソ・マルケス（2005年 - 2011年）
- クリスチャン・フィッティパルディ（2005年 - 2007年, 2010年）
- ルチアーノ・ブルティ（2005年 - 2014年）
- エンリケ・ベルノルディ（2007年,2009年, 2014年 - 2015年）
- リカルド・ゾンタ（2007年 - ）
- ルーベンス・バリチェロ（2012年 - ）
- ブルーノ・セナ（2013年）
- ネルソン・ピケJr.（2014年 - 2016年、2018年 - ）
- ルーカス・ディ・グラッシ（2018年）
- フェリペ・マッサ（2021年 - ）
- ピエトロ・フィッティパルディ（2021年 - ）